# Wilhelm Friedemann Bach
Wilhelm Friedemann Bach (22 de novembre de 1710 a Weimar - 1 de juliol de 1784 en Berlín) fou un compositor i intèrpret alemany, segon fill i el més gran dels nois del matrimoni de Johann Sebastian Bach i Maria Bàrbara Bach. Malgrat ser reconegut com un geni organista, improvisador i compositor, els seus ingressos foren sempre inestables i morí en la pobresa.
Fou fill primogènit del mestre Joan Sebastià i també el de més dots naturals pel cultiu del bell art que immortalitzà el nom del seu pare. Instruït per aquest va fer en la seva joventut progressos notables. Des de l'edat de dotze anys freqüentà la Thomas Schule i més tard la universitat de Leipzig, sobresortint en l'estudi de les matemàtiques, als vint-i-tres anys ja era organista de l'església de Santa Sofia de Dresden, i el 1747 director de la música i organista de la de Santa Maria de Halle; la seva desordenada vida no li permetia subjectar-se al compliment dels deures del seu càrrec i va haver de deixar-lo el 1764. A partir d'aquesta data vivia fent concerts a Leipzig, Brunsvic, Gottinga, i per acabar a Berlín, on morí en la més trista misèria. Els seus coetanis admiraven en ell al millor organista i compositor del seu temps, després del seu pare; el seu germà Emmanuel estava convençut que Friedemann tenia condicions per brillar a l'altura d'aquell si s'ho hagués proposat. Les composicions seves que han arribat fins a nosaltres resten plenes de trets inspiradíssims i d'exquisida delicadesa; s'hi pot admirar la cura de la composició, unit a un segell personal que els dona un caràcter propi. Entres elles: dues obres de música religiosa (per a Pentecosta i Advent), concerts, sonates i poloneses per a piano, fuges per a orgue, una sonata per a dos pianos, etc.. A més deixà escrita una obra vers el tritoni harmònic. L'agitada vida de Friedemann serví d'argument per a una novel·la de Brachvogel.
En la ciutat de Halle per guanyar-se la vida va donar lliçons, i va tenir entre els seus alumnes a Friedrich Wilhelm Rust.